# Opisogonia
Opisogonia là một chi bướm đêm thuộc họ Geometridae.